# Vengeance (2003)
L'édition 2003 de Vengeance est une manifestation de catch professionnel télédiffusée et visible uniquement en paiement à la séance. L'événement, produit par la World Wrestling Entertainment, s'est déroulé le 27 juillet 2003 au Pepsi Center, à Denver (Colorado) aux États-Unis. Il s'agit de la troisième édition de Vengeance. The Undertaker est en vedette de l'affiche promotionnelle (officielle).
Neuf matchs, dont trois mettant en jeu les titres de la fédération, ont été programmés. Chacun d'entre eux est déterminé par des storylines rédigées par les scénaristes de la WWE ; soit par des rivalités survenues avant le pay-per-view, soit par des matchs de qualification en cas de rencontre pour un championnat.

## Contexte
Les spectacles de la World Wrestling Entertainment en paiement à la séance sont constitués de matchs aux résultats prédéterminés par les scénaristes de la WWE. Ces rencontres sont justifiées par des storylines - une rivalité avec un catcheur, la plupart du temps - ou par des qualifications survenues dans les émissions de la WWE telles que WWE Raw et SmackDown. Tous les catcheurs possèdent un gimmick, c'est-à-dire qu'ils incarnent un personnage face (gentil), heel (méchant) ou tweener (neutre, apprécié du public), qui évolue au fil des rencontres. Un pay-per-view comme Vengeance est donc un évènement tournant pour les différentes storylines en cours.

## Déroulement du spectacle
- Sunday Night Heat match: Ultimo Dragon def. Chris Kanyon (4:04)
- Eddie Guerrero def. Chris Benoit pour remporter le WWE United States Championship (22:14)
- Jamie Noble (w/Nidia) def. Billy Gunn (w/Torrie Wilson) (5:00)
- Bradshaw def. Shannon Moore, Doink The Clown, Faarooq, Brother Love, Nunzio, Matt Hardy, A-Train, Danny Basham, Doug Basham, The Easter Bunny, Sean O'Haire, John Hennigan, Orlando Jordan, Funaki, Los Conquistadores (Rob Conway and Johnny Jeter), The Brooklyn Brawler, Johnny Stamboli, Chuck Palumbo, Matt Cappotelli et Spanky dans le APA Invitational Bar Room Brawl (4:33)
- The World's Greatest Tag Team (Shelton Benjamin et Charlie Haas) def. Rey Mysterio et Billy Kidman pour conserver le WWE Tag Team Championship (14:53)
- Sable def. Stephanie McMahon dans un match sans décompte extérieur (6:25)
- The Undertaker def. John Cena (16:01)

Pendant le match The Undertaker aurait pu gagner plutôt mais a stoppé le tombé sur Cena après un chokeslam mais il a préféré faire durer.
Pendant son entrée The Undertaker n'arrivait pas à faire démarrer sa moto.  
- Vince McMahon (w/Sable) def. Zach Gowen (14:02)
- Kurt Angle def. Brock Lesnar (c) et The Big Show dans un No Disqualification Triple Threat match pour remporter le WWE Championship (17:29)